# Sylligma
Sylligma là một chi nhện trong họ Thomisidae.